# Waterville (Vermont)
Waterville ist eine Town im Lamoille County des Bundesstaates Vermont in den Vereinigten Staaten mit 686 Einwohnern (laut Volkszählung von 2020).

## Geografie

### Geografische Lage
Waterville liegt im Nordwesten des Lamoille Countys, in einem rauen Gebirgsteil der Green Mountains, an der Grenze zum Franklin County. Der Lamoille River fließt zentral in südlicher Richtung durch die Town. Es gibt keine Seen auf dem Gebiet der Town. Sie ist wenig hügelig, der 397 m hohe Bears Hill ist die höchste Erhebung.

### Nachbargemeinden
Alle Entfernungen sind als Luftlinien zwischen den offiziellen Koordinaten der Orte aus der Volkszählung 2010 angegeben.
- Norden: Bakersfield, 2,6 km
- Nordosten: Belvidere, 9,4 km
- Südostenen: Johnson, 8,6 km
- Süden: Cambridge, 7,0 km
- Westen: Fletcher, 15,6 km

### Klima
Die mittlere Durchschnittstemperatur in Waterville liegt zwischen −11,7 °C (11 °Fahrenheit) im Januar und 18,3 °C (65 °Fahrenheit) im Juli. Damit ist der Ort gegenüber dem langjährigen Mittel der USA um etwa 9 Grad kühler. Die Schneefälle zwischen Mitte Oktober und Mitte Mai liegen mit mehr als zwei Metern etwa doppelt so hoch wie die mittlere Schneehöhe in den USA. Die tägliche Sonnenscheindauer liegt am unteren Rand des Wertespektrums der USA, zwischen September und Mitte Dezember sogar deutlich darunter.

## Geschichte

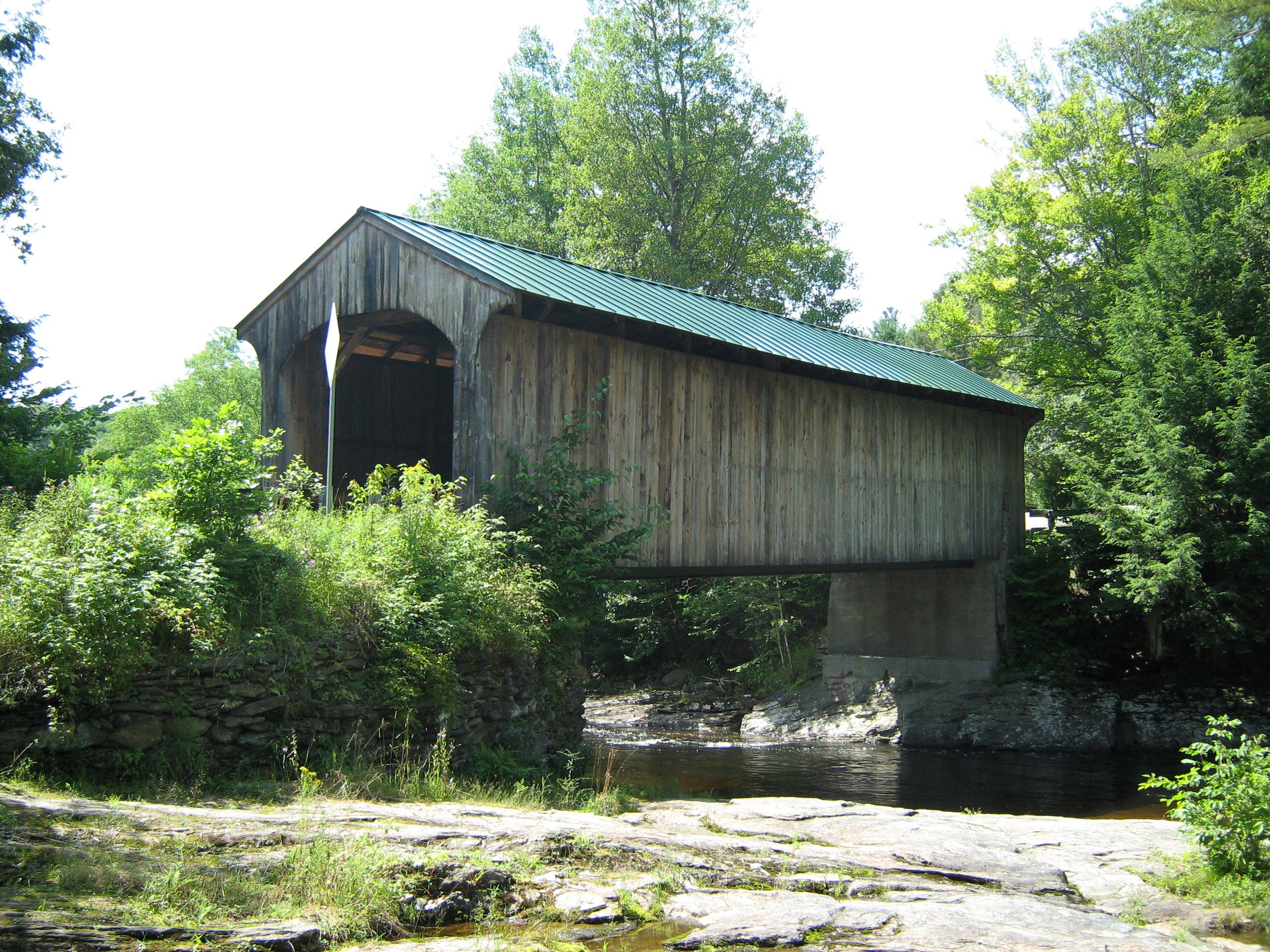
Montgomery Covered Bridge

Der Grant für Waterville wurde am 26. Oktober 1788 an James Whitlaw, James Savage und William Coit vergeben. Der Name für die Town war Coit’s Gore. Mit einigen anderen Gebieten wurde der Grant am 15. November 1824 zur Town Waterville festgesetzt. Die Besiedlung startete 1789, 1795 lebten sieben Familien in Gore und erste Mühlen wurden 1796 und 1797 gebaut.
Zunächst fand die Besiedlung über das Gebiet verstreut statt, ab den 1830er Jahren bildete sich ein Siedlungskern im Süden, in der Nähe der Wasserfälle des Lamoille Rivers.

### Einwohnerentwicklung
| Jahr      | 1800 | 1810 | 1820 | 1830 | 1840 | 1850 | 1860 | 1870 | 1880 | 1890 |
| --------- | ---- | ---- | ---- | ---- | ---- | ---- | ---- | ---- | ---- | ---- |
| Einwohner |      | 193  | 273  | 488  | 610  | 753  | 747  | 573  | 547  | 577  |
| Jahr      | 1900 | 1910 | 1920 | 1930 | 1940 | 1950 | 1960 | 1970 | 1980 | 1990 |
| Einwohner | 529  | 485  | 469  | 370  | 386  | 409  | 332  | 397  | 470  | 532  |
| Jahr      | 2000 | 2010 | 2020 | 2030 | 2040 | 2050 | 2060 | 2070 | 2080 | 2090 |
| Einwohner | 697  | 673  | 686  |      |      |      |      |      |      |      |

## Wirtschaft und Infrastruktur

### Verkehr
Die Vermont Route 109 verläuft in nordsüdlicher Richtung entlang des Lamoille Rivers, von Beldidere im Norden nach Cambridge im Süden. Es gibt keine Bahnstation in Waterville. Die nächsten Amtrak-Stationen befinden sich in St. Albans.

### Öffentliche Einrichtungen
Es gibt kein Krankenhaus in Waterville. Das nächstgelegene Hospital ist das Copley Hospital in Morrisville.

### Bildung

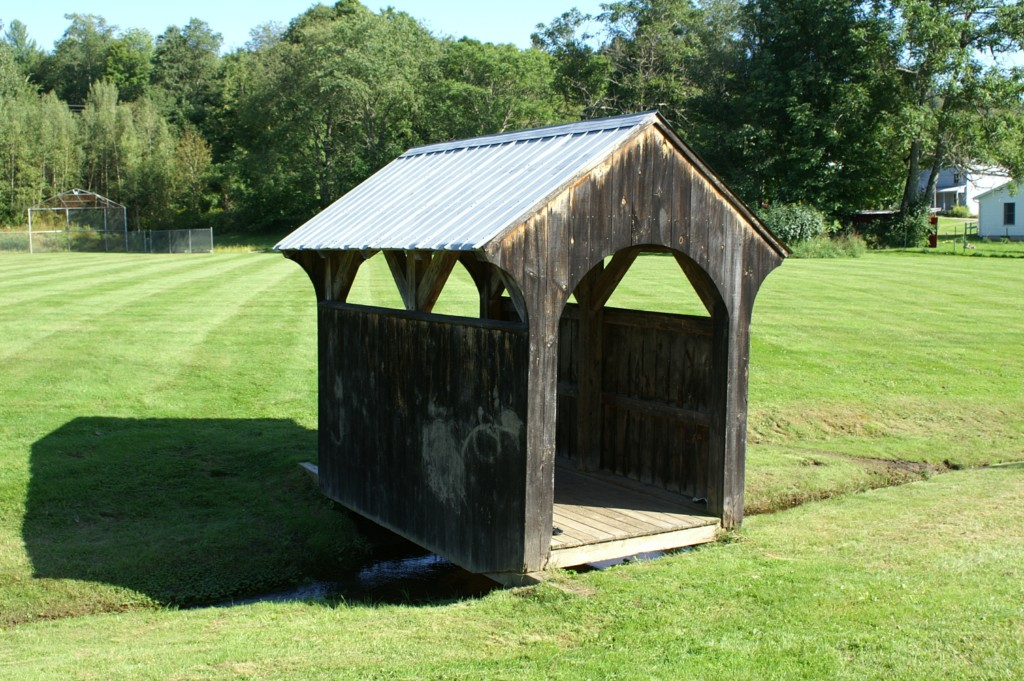
Lynch & Burt Covered Footbridge

Waterville gehört mit Cambridge, Eden, Hyde Park und Johnson zum  Lamoille North Supervisory Union. Die Waterville Elementary School ist eine Grundschule in Waterville, die von etwa 80 Schülerinnen und Schülern besucht wird. Sie bietet Klassen von Pre-Kindergarten bis zum sechsten Schuljahr.
Als weiterführende Schulen sind in Hyde Park die Lamoille Union Middle School und die Lamoille Union High School beheimatet.
Die Waterville Town Library befindet sich an der Vermont Route 109.

## Persönlichkeiten

### Söhne und Töchter der Stadt
- Roger W. Hulburd (1856–1944), Politiker, Vizegouverneur von Vermont
- Edward S. Mann (1908–2005), Präsident des Eastern Nazarene Colleges

### Persönlichkeiten, die vor Ort gewirkt haben
- Luke P. Poland (1815–1887), Politiker, Abgeordneter im US-Kongresses